# 천손족
천손족(일본어: 天孫族 텐손조쿠[*])은 고대 일본의 족속이다. 기기에서 일본에 "강림"하여 야마토 왕권을 만든, 일본의 건국세력을 말한다. 
천손족은 고대 퉁구스족 또는 북적으로 통하는 북방계 종족이었다는 설이 있다. 고대 조선 내지 부여의 왕족, 고구려・백제・신라・발해를 건국한 부족과 동족의 흐름에 있다고도 한다. 현재의 중국 북부 오르도스 부근을 고향으로 하는 은족과 동계의 족속으로, 산서, 산동, 요서를 거쳐 한반도 북부에서 남하하여 기원후 1세기 전반경에 변한에서 일본열도로 도래한 종족으로 여겨진다.  이들은 북규슈의 마츠우라반도에 상륙한 후, 마츠우라강을 거슬러 올라가다가 사가평야에 이르러 동쪽으로 방향을 틀어 지쿠고강의 중하류 미노우 산지, 특히 코우라산의 북쪽과 서쪽 기슭에 정착했다. 이들 족속은 철기문화와 새[鳥] 토테미즘을 가지고 있었으며, 한반도의 지석묘나 후기형 민무늬토기와도 관련이 있었던 것으로 보인다. 이것이 『삼국지』 「위지왜인전」 등지에 기록된 야마타이국의 전신인 부족국가(고천원)으로서, 이러한 원시국가를 2세기 초엽부터 형성했고, 2세기 후반에는 천손족의 분기국가였던 이토국에서 진무 천황 형제를 배출했다. 동진한 진무 천황의 자손은 야마토 조정의 기초를 닦았고, 큐슈에 잔류한 천손족은 3세기 전반에 여왕 히미코 등을 배출했으나, 4세기에 이르러 고분문화를 소지해 막강한 세력이 된 야마토 세력이 서진해 큐슈를 평정하면서 멸망했다고 한다.
천손족은 철의 불림・제염・토기・동경・옥・동검・철검・궁시・의류제작을 수행한 족속이었다. 토템으로는 곰・멧돼지・새(특히 백조・수리매・수리)를 숭배했고, 태양신앙・거석신앙(이와쿠라)・석신신앙・풍신신앙・묘견신앙을 가졌다. 식물로는 조・삼과 관계가 깊었고, 오십맹신・타카미무스비・아마테라스・아마츠히코네・아메노 마히토츠・아메노 히와시 등 조상신을 봉재(奉斎)한 한편, 모계신으로서 토요우케비메 등에게도 제사를 지냈다.
한편 『신찬성씨록』에서는 아마테라스 등 신들의 자손을 신별 가운데 “천손”이라 지칭한다.